# IThemba Laboratory for Accelerator Based Sciences
Das iThemba Laboratory for Accelerator Based Sciences, kurz iThemba LABS (ithemba = isiZulu für „Hoffnung“); ehemals National Accelerator Center, ist eine interdisziplinäre Forschungseinrichtung, die von der südafrikanischen National Research Foundation (NRF) verwaltet und finanziert wird. Ihre Standorte befinden sich in Kapstadt sowie in Johannesburg.

## Ziel und Zweck
iThemba LABS betreiben einen Ionenbeschleuniger, an dem neben physikalischer Grundlagenforschung auch Radionuklide für nuklearmedizinische Zwecke produziert werden und seit 1993 Protonentherapie durchgeführt wird. In der Produktion von Radioisotopen für die Diagnose und Behandlung von Tumoren ist das iThemba LABS weltweit führend.

## Teilchenbeschleunigeranlage
Die Ionenbeschleunigeranlage besteht aus drei Zyklotronen, zwei davon führen eine Vorbeschleunigung von Ionen durch. Die beiden Zyklotrone unterscheiden sich in der vorausgehenden Ionenquelle, so dass in einem hauptsächlich Protonen beschleunigt werden und im anderen schwerere Elemente bis Argon. In einem nachgeschalteten Separated-Sector-Cyclotron können die Ionen nachbeschleunigt werden und dabei einen Impuls von bis zu 220 MeV/c erhalten.
Im Jahr 2023 wurde die South African Isotope Facility (SAIF), eine separate Anlage für die Produktion von therapeutischen Radionukliden eröffnet, um am Hauptbeschleuniger wieder mehr physikalische Grundlagenforschung durchführen zu können.

## Geschichte
Seit Mitte der 1950er Jahre wuchs in Südafrika das Interesse an der Kernforschung. Wesentliche Initiativen zur Gründung eines südafrikanischen Nuklearforschungsinstituts entwickelten sich an den Universitäten von Stellenbosch und Kapstadt, deren erstes Etappenziel die Cape Nucleonic Society war.
Am 29. März 1961 wurde das Southern Universities Nuclear Institute (SUNI) gegründet. Dessen Ziele gemäß seinem Gründungsmemorandum lagen in der Gründung und Übernahme von Einrichtungen für Forschung, Entwicklung und Bildung in allen Bereichen der Nuklearforschung, der Nukleartechnik und naher Wissenschaftsbereiche, einschließlich angewandter Nukleartechnologien, der Radiobiologie und Radiochemie, sowie der Ausbildung von technischen Kräften, Forschungspersonal und Studenten.
Die erste Forschungsanlage entstand in Faure (heute Somerset West), einem kleinen Ort zwischen Kapstadt und Stellenbosch. Ein von der High Voltage Engineering Corporation in Boston (USA) erworbener Van-de-Graaff-Beschleuniger (6 MeV) gehörte zur frühen Ausstattung, er ging im Mai 1964 in Betrieb. Das SUNI wurde im November 1965 offiziell eröffnet. In dieser Einrichtung erhielten viele Nuklearphysiker und Nuklearchemiker des Landes ihre Ausbildung. Die weitere technische Entwicklung auf diesem Gebiet führte 1977 zur Gründung des National Accelerator Centre (NAC) an diesem Ort. SUNI wurde 1988 in das National Accelerator Centre eingegliedert und erlangte als Van de Graaff Group weitere Bekanntheit. Seit 1999 erfolgte eine umfassende Neustrukturierung dieser Forschungseinrichtung, woraus sich eine weitere Fokussierung auf die Materialforschung ergab. Mit einer regierungsamtlichen Erklärung (Government Gazette No. 22880, Notice No. 1241 vom 30. November 2001) kam es zur Umbenennung in iThemba LABS.
Mit dem französischen Institut national des sciences et techniques nucléaires (INSTN) wurde 2017 eine vertraglich signierte Zusammenarbeit vereinbart, deren Ziel in der Gründung des South African Institute for Nuclear Technology and Sciences (SAINTS) liegt.
In den iThemba Labs von Braamfontein (Gauteng) wurde 2014 ein Massenspektrometer (Accelerator Mass Spectroscopy) für Forschungsaufgaben in der Biomedizin, Diagnostik, Landwirtschaft und Rohstoffwirtschaft, Materialforschung sowie Festkörperchemie in Betrieb genommen.